# Josef Strobl
Josef Strobl, né le 3 mars 1974, est un skieur alpin autrichien puis naturalisé slovène.

## Palmarès

### Coupe du monde
- 7 succès en course (3 en Descente, 2 en Super G, 1 en Parallèle, 1 en Slalom géant)
- 22 Podiums

(État au 4 janvier 2006)

#### Saison par saison
- 1994 : 
  - Descente : 1 victoire (Val d'Isère ( France))
- 1997 : 
  - Slalom géant : 1 victoire (Park City ( États-Unis))
  - Super G : 1 victoire (Kvitfjell ( Norvège))
- 1998 : 
  - Parallèle : 1 victoire (Tignes ( France))
  - Descente : 1 victoire (Crans Montana ( Suisse))
- 2000 :
  - Descente : 1 victoire (Wengen ( Suisse))
  - Super G : 1 victoire (Sankt Anton ( Autriche))